# Dżebe
Dżebe (w formie tur. Jeme, właściwie Dżirko’adaj, dosł. "szósty") (ur. ? – zm. 1223) – jeden z najważniejszych dowódców armii Czyngis-chana.
Pochodził z rodu Besüt, wchodzącego w skład plemienia Mongołów. Besüt byli klientami walczącego z Czyngis-chanem rodu Tajcziutów. Kiedy w roku 1201 Czyngis-chan pokonał w bitwie Tajcziutów, Dżirko’adaj, walcząc po ich stronie, zastrzelił z łuku jednego z ulubionych koni chana Mongołów. Po bitwie przyznał się do swojego czynu i obiecał Czyngisowi, że jeśli ten daruje mu życie, będzie walczył równie dzielnie dla niego. Czyngisowi spodobała się ta odpowiedź i przyjął go na służbę, zmieniając jego imię na „Dżebe”, czyli „broń”. W nowej służbie Dżebe stopniowo awansował od dziesiętnika aż do dowódcy tümenu. Od czasów bitwy pod skałami Keltegej w roku 1204 Czyngis-chan powierzał mu funkcję dowódcy swojej ciężkiej kawalerii w straży przedniej. Zgodnie z Tajną historią Mongołów Czyngis-chan miał nazwać Dżebe jednym ze swoich „czterech psów”, obok Kubiłaja, Dżelme i Sübeeteja.
W roku 1209 Dżebe i Sübeetej zostali wysłani za rozbitymi wcześniej Merkitami i w pościgu za nimi dotarli na terytoria Ujgurów w Turkiestanie Chińskim, którzy podporządkowali się Mongołom. Merkici zostali rozbici w bitwie z połączoną armią Ujgurów i Mongołów, jednak syn ich wodza, Kudu, uciekł na ziemie Kangły i Kipczaków. W tej sytuacji Dżebe i Sübeetej ruszyli dalej, dopadając uciekinierów późną jesienią lub zimą 1209 roku i dopełniając zniszczenia Kudu oraz jego Merkitów, wraz z niektórymi sprzymierzonymi z nimi Kangły. Pościg za Merkitami doprowadził do pierwszej bitwy pomiędzy Mongołami a wojskami chorezmszaha Ala ad-Dina Mohammada (1200–1220), który zaatakował siły Dżebe dzień po bitwie z siłami Kudu. Starcie pomiędzy Mongołami a chorezmszahem było nierozstrzygnięte i Mongołowie wycofali się, pozostawiając za sobą ogniska rozpalone w celu zasugerowania, że będą walczyć także dnia następnego. Dżebe odznaczył się szczególnie podczas wojny z dżurdżeńską dynastią Jin. Zarówno podczas bitwy na Przełęczy Czabczijalskiej (październik 1211), jak i w trakcie oblężenia Dongjing (dzis. Liaoyang) (5 stycznia 1213) Dżebe wyprowadził dżurdżeńskich obrońców z ich pozycji, pozorując odwrót, a następnie zmiażdżył ich swoim uderzeniem i zajął fortyfikacje przeciwnika.
Zimą 1216/1217 roku Czyngis-chan wysłał Dżebego przeciwko najmańskiemu księciu Küczlükowi, który kilka lat wcześniej przejął władzę w chanacie Kara Kitajów. Dżebe umiejętnie wyzyskał wrogość miejscowej ludności wobec najmańskiego władcy i przyjął kapitulację dawnego baskaka Kara Kitajów, Hosimaili. Działając już pod rozkazami Dżebego, Hosimaili zaatakował główną siedzibę Küczlüka w Kaszgarze, a kiedy ten uciekł na południe – ścigał go dalej, by ostatecznie w roku 1218 pojmać i zabić go na terenie Badachszanu. Hosimaili następnie okazał głowę Küczlüka w Kaszgarze, Chotanie i Jarkendzie, które wszystkie się poddały. W tym samym czasie Dżebe spacyfikował wschodnią część dawnego państwa Kara Kitajów. Zajęcie tych terenów sprawiło, iż Mongołowie stanęli na granicy państwa Chorezmszahów i wkrótce wybuchła wojna pomiędzy dwoma potęgami. Prawdopodobnie jeszcze w tym samym roku Dżebe zaatakował należącą do Chorezmu Kotlinę Fergańską i by mu się przeciwstawić Ala ad-Din Mohammad, skoncentrował na tym kierunku wiele wojsk ściągniętych z innych regionów, osłabiając całościową obronę. To ułatwiło Czyngis-chanowi i jego synom zajęcie Mawarannahru.
W maju 1220 roku Dżebe i Sübeetej zostali wysłani w pościg za chorezmszahem, który uciekł w kierunku wybrzeża Morza Kaspijskiego. Posuwając się szybko przez północny Iran Dżebe, odebrał kapitulację Balchu, Niszapuru, Reju i Hamadanu, jednak splądrował miasta stawiające mu opór, takie jak Zawa, Amol i Ardabil. W regionie Kaukazu Mongołowie dwukrotnie rozbili wojska gruzińskie, a potem różne plemiona kaukaskie oraz Alanów i Kipczaków. Po przekroczeniu Kaukazu mongolscy wodzowie wkroczyli na stepy dzisiejszej południowej Rosji, gdzie w 1223 roku pokonali koalicję książąt ruskich i Kipczaków w bitwie nad Kałką. Po tym zwycięstwie mongolska armia wycofała się na wschód w kierunku Mongolii. Zgodnie z Historią Yuan Dżebe zmarł pod koniec tej ekspedycji. Odosobniona wzmianka w Tajnej historii Mongołów, zgodnie z którą brał on udział w kampanii w północnych Chinach w roku 1231, ma prawdopodobnie charakter anachronistyczny.